# マーク VIII 戦車
マーク VIII 戦車（マーク 8 せんしゃ）は、「リバティ重戦車」 または 「インターナショナル戦車」 としても知られる、第一次世界大戦時と戦間期の、イギリスとアメリカ合衆国の戦車である。

## 概要
初期のイギリスの設計の限界を克服し、フランス、イギリス、アメリカに単一の重戦車設計を装備するための共同作業を目的としていた。
フランスの拠点での生産は、自動車の要素を生産するために米国の工業能力を活用することが期待され、英国は装甲船体と武装を生産することが期待されていた。計画された生産レベルは、1919年に計画された攻勢でドイツの防御陣地を突破する非常に大規模な戦車部隊を連合軍に装備するはずであった。実際には、製造は遅く、1918年11月の終戦までに数輌しか生産されなかった。
戦後、アメリカで組み立てられた100 輌がアメリカ陸軍で使用され、1932年に、より高度な設計に置き換えられた。第二次世界大戦の開始までにスクラップにならなかった数両の戦車が、訓練目的でカナダに提供された。

## 開発初期
第一次世界大戦が進行するにつれて、三国協商国の工業生産能力は限界まで課税された。連合国のうち、1914年に主要工業国であったのはイギリスとフランスのみであり、1871年にドイツがまだ占領していなかったロレーヌ地方をドイツが制圧したとき、フランスは重工業の70%を失った。イギリスの生産は、軍隊の人的資源需要と急増する国家債務による労働力不足によって制限されていた。
1917年4月6日にアメリカ合衆国がドイツに宣戦布告したとき、イギリスの多くの人々は、この出来事がこれらの問題をすべて解決することを望んでいた。イギリス戦車製造の直接の責任者であるユースタス・テニソン＝ダインコートとアルバート・ジェラルド・スターン中佐は当初、新たな同盟国にイギリス戦車の設計生産を開始するよう説得するために、直ちにアメリカに代表団を派遣することを検討していた。少し考えた末、彼らは主導権をアメリカ人に任せるのが最善であると判断した。スターンは、宣戦布告後すぐにロンドンのアメリカ駐在武官に連絡を取った。1917年6月、アメリカ軍が初めて接近したが、アメリカ軍が期待していたようなものではなかった。アメリカ海軍は、アメリカ海兵隊に最新鋭の戦車を求めていた。その時点で、現在のイギリス戦車プロジェクトは「マーク VI」であった。それは、既存の英国の工業能力を念頭に置いて設計され、より大きなアメリカの生産施設によって克服される可能性のある限界を提起した。したがって、スターンは、彼が「マーク VIII」と呼んださらに高度なプロジェクトがすでに存在していたふりをした（はるかに一般的な「マーク VII」プロジェクトもあった）。彼はアメリカ人に、そのデザインに好きなだけ参加し、貢献するよう呼びかけた。海軍が技術者のチームをイギリスに派遣する寸前であったとき、アメリカ陸軍省はロンドンのアメリカ駐在武官から進展について知らされた。それはプロジェクトを陸軍に移すよう命じ、H・W・オールデン少佐（平時には産業の専門家であった）を選び、イギリスに行ってドリスヒルの機械戦部の設計チームと共に新しい戦車の最初の図面に協力することになった。彼は10月3日にロンドンに到着し、すでに多くの設計作業がG・J・ラッカム中尉によって行われていたことを発見し、彼はフランダースの戦場で遭遇した悲惨な状況で現在の設計がどのように機能するかを自分の目で確かめるために前線に送られていた。

## インターナショナル戦車

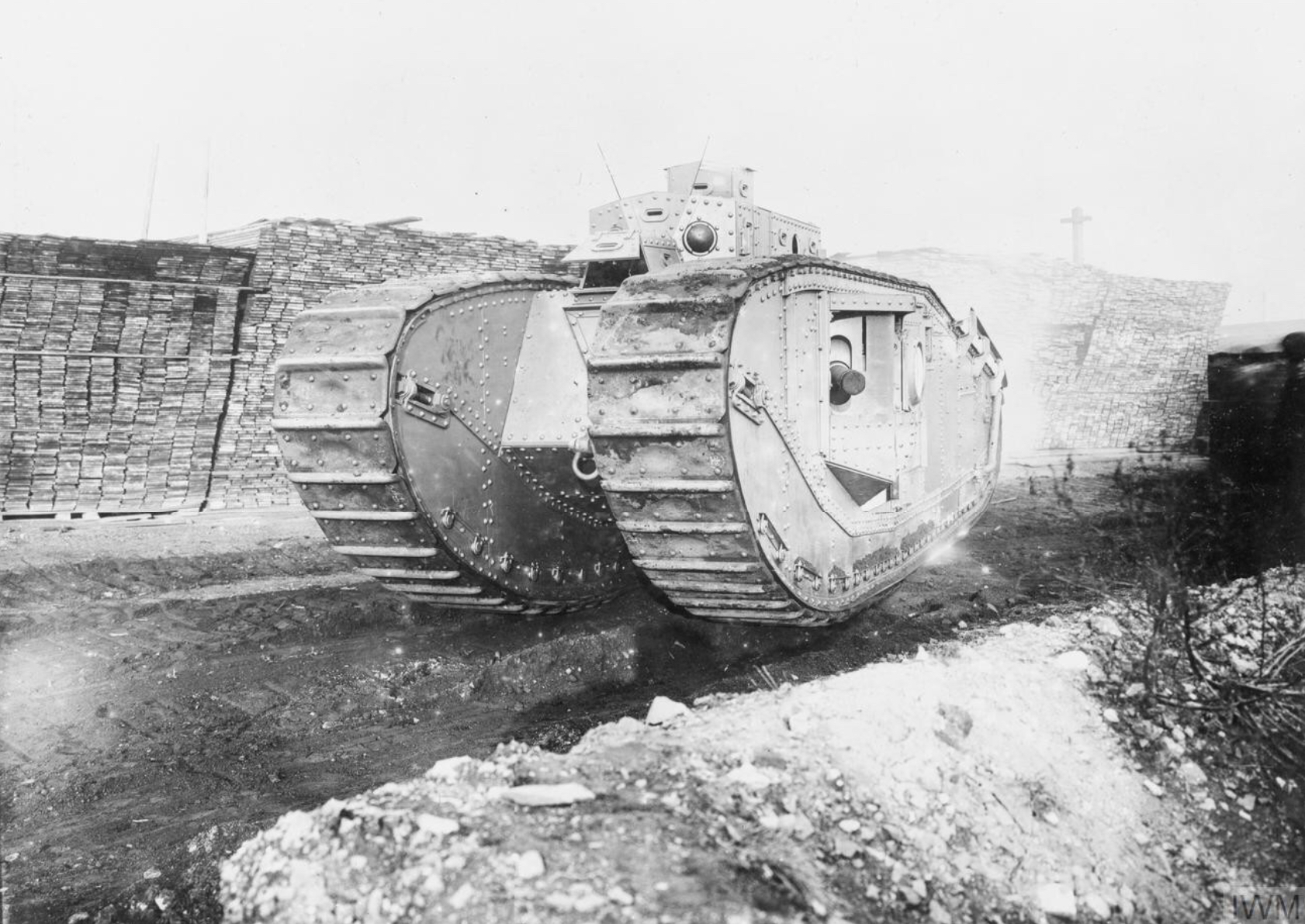
斜め左前方から

アメリカ陸軍はフランスに司令部を置いていた。9月には、5つの重戦車大隊を含む25の戦車大隊からなる独自の戦車軍団を編成することを決定した。重戦車を装備するため、ジョン・パーシング将軍の参謀将校で戦車部隊の初期計画を担当していたジェームズ・A・ドレイン少佐は、1917年10月にイギリス軍に600 輌のマーク VI 戦車（当時は開発中）を暫定的に発注した。陸軍は陸軍省を説得して、利用可能な全ての戦車を陸軍に転用させようとしたが、これは海軍との対立につながった（この問題をめぐって最初に出てきたもの）。これはイギリス政府にとって深刻な問題を引き起こした。今や、アメリカの戦争への関与は、イギリス軍が利用できる戦車の数が少なくなることを意味するように思われた。また、1917年2月4日には、フランスと戦車生産に関する拘束力のある協定が結ばれていた。これらは再交渉されなければならなかった。
新しい軍需大臣ウィンストン・チャーチルは、マーク IV プロジェクトの取り扱いミスにより、スターンを機械供給部長（機械戦部のコントローラー）として解雇せざるを得なくなったばかりで、生産に大きな遅れを招いた。初期の頃、彼は制作を推し進めたことで、文民や軍の当局を動揺させていた。スターンは9月に「機械戦担当コミッショナー（海外および連合国部門）」に任命され、アメリカとフランスと戦車生産を調整するための新しい役職に任命された。スターンはフランスに赴き、フランスの軍需大臣ルイ・ルシュールとアメリカ軍最高司令官ジョン・パーシングに会った。ルシュールは、フランスには既存の生産施設が何も提供していないことを最初から明確にしていた。これは、すでに10項目の「国際計画」(実際にはアメリカとイギリスの間の二国間協定)を準備していたスターンにとって、驚くにはあたらないが、今や彼はそれをアメリカに受け入れられることに成功した。彼はこれを11月11日にチャーチルに提出した。その主なポイントは次のとおりである（元の用語を使用）。
- フランスに1,500 輌の重戦車を生産するための米国と英国間のパートナーシップの組み込み。
- 連合国の統一というより高い目的を推進するために、フランスにこれらの戦車を多数供給すること（イギリスはフランスが自国のシャール 2Cを十分な数で生産することを望んでいたが、ルシュールはすでにこれが起こりそうにないことを知っていた）。
- フランスは、都合が良ければ、建設用の工場を提供するかもしれない。いずれにせよ、新しい工場を建設する方が賢明かもしれない(したがって、フランスに完全に新しい工場を建設する必要がある)。
- コンポーネントの共同供給。イギリスは銃、弾薬、鎧を供給することになった。米国のエンジン、トランスミッション、鍛造品、チェーン（米国の自動車産業を使用）。
- 設計は、英国の経験と米国のアイデアとリソースに基づいており、現在の戦車の動力、積載、および塹壕横断の欠点のほとんどを排除する。
- オールデン少佐は、クリスマス前に作業図面を完成させるために協力し、イギリスの全面的な協力を享受した。このデザインは両国によって承認されることになっていた。
- 未熟練労働は輸入された中国人によって提供されるかもしれない。フランス政府は彼らの地元の宿泊施設を確保した。
- 生産は1918年4月に開始され、最終的に月に300機に達した（したがって、1,500 輌という数は予備的なものに過ぎなかった）。
- このプロジェクトは、原材料、労働力、工場、輸送に関して高い優先度を持つことになる。
- 経営は、イギリス人（スターン自身）とアメリカ人の2人の委員の手に委ねられることになった。しかし、フランス人は、彼らの利益が懸念される場合、彼ら自身を任命することができた。
- 計画にはすでに仕様が含まれていた:戦車は300馬力（220 kW）のエンジンを搭載し、重量は39.5 トン、塹壕横断能力は4.3 mである必要があった。11月11日のブリーフィングでは、選択したエンジンから取った「リバティ」という言葉が初めて使用された。

最初の設計会議は12月4日にフランスのGHQで開催され、チャーチルはその後すぐに計画を承認した。これは、1918年1月19日にイギリスの外務大臣アーサー・バルフォアとアメリカ大使ウォルター・ハインズ・ペイジによって署名された正式な条約となった。条約は、プログラムを非常に詳細に指定した。最初の1,500 輌は年末までに製造されなければならず、工場は月に1,200 輌まで拡大できるはずであった。どちらの目標も、完成した設計も工場もなかったこと、そして1918年のイギリス戦車生産が実際には月間150 輌であったことを考えると、非常に野心的なものであった。
米国は以下を供給するであろう:エンジン;ラジエーター;扇;パイピング;サイレンサー;照明;発電機;電池;プロペラシャフト;ギアボックスを含むトランスミッション。ブレーキ;ローラースプロケット;ギアシフトとブレーキ制御。リンクとピンを追跡する。リアトラックスプロケット、ハブ、シャフト。フロントアイドラーハブとシャフト。トラックローラー、トラックスピンドル、ブッシング。
イギリスは、防弾プレートと防弾プレートを供給する。構造部材;トラックシューズとローラー。銃、機関銃、マウンティング。弾薬ラックと弾薬。
合意された価格は、車両あたり5,000ポンドであった。 1917年12月、マーク VI の発注はキャンセルされ、マーク VIII が連合軍の新たな標準兵器となることが確実になった。

## 構造

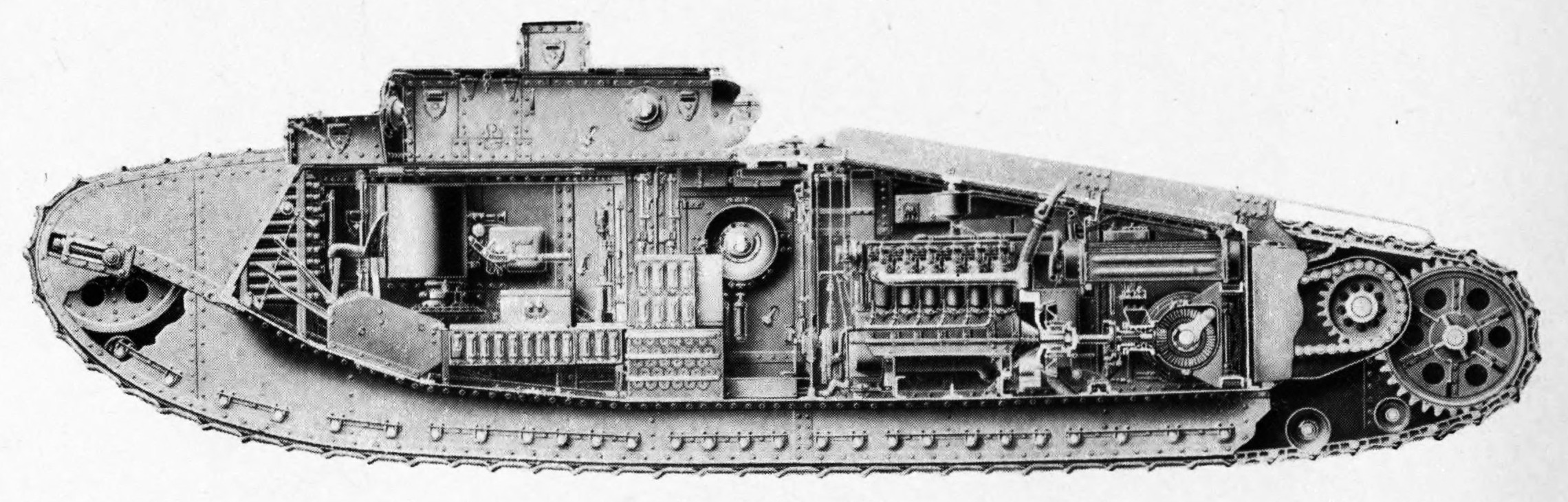
マーク VIII の内部配置

マーク VIII は、マーク I-V シリーズの一般的な特徴を多く引き継いでおり、典型的な高軌道走行と旋回砲塔はなく、戦車の両側に1つずつ、6ポンド (57 mm) 砲を装備した2つのスポンソンを備えていた。しかし、それはまた、より丸みを帯びた幅の広いトラックと、ドライバーが座っているフロントの真下に上部に大きな上部構造があるという点で、マーク VI プロジェクトに似ていた。革新的な特徴は、すべての付属品が詰め込まれた単一のスペースを持つボックスタンクの概念からの脱却であった。マーク VIII は、後部に独立したエンジンルームを備えた複合化されていた。これにより、隔壁が耳をつんざくようなエンジン音、有害な煙、熱から乗組員を保護したため、戦闘条件が大幅に改善された。
スポンソンには機関銃はなく、6ポンド砲のみにそれぞれ砲手と装填手が配置されていた。側面機関銃は、船体ドアに取り付けられたスポンソンの後部にあった。オールデン少佐は、敵の障害物に遭遇した場合に車両の幅を狭めるために、スポンソンを格納式（乗組員が後部でスイングし、前部で回転させることができる）を設計した。上部構造にはさらに5挺の機関銃があり、2挺は正面（操縦手の左右隣）にあり、もう1挺は他の側面にそれぞれ1挺ずつあった。戦車の後部を覆う機関銃陣地がなかったため、歩兵の攻撃に対して脆弱な死角があった。この問題を解決するために、三角形の鋼製デフレクタープレートが取り付けられた。後部上部構造の機関銃手は、それを使用して、戦車の後ろの領域に彼の射撃をそらすことができた。この戦車は208 発の砲弾と13,848 発の機関銃弾を搭載し、そのほとんどが中央の大きな弾薬庫に収められており、車長が操縦手の後ろに立って、4つの視界スリットのあるキューポラを通して戦場を観察するためのプラットフォームを形成していた。その後、アメリカ戦車の側面上部構造の主砲は取り外された。
12人目の乗組員は整備士で、300馬力のリバティ V-12（またはイギリスの戦車ではリカード V-12）ガソリンエンジンの隣に座っていた。後部の3つの装甲燃料タンクには200 英ガロン（240 USガロン、または909 リットル）の燃料が入っており、航続距離は89 kmであった。トランスミッションは、前進または後進の2つの速度を提供する遊星ギアボックスを使用していた。最高速度は8.45 km/hであった。
塹壕横断能力を4.88 mに向上させるため、この車両は非常に細長い形状をしていた。履帯の長さは10.41 mであったが、船体幅が公称3.76 mであったにもかかわらず、実際の履帯の長さと幅の比率は非常に悪かった。幅の広い履帯と相まって、戦車を旋回させるのは困難であることが証明された。試験中に多くの履帯がねじれて破損したため、履帯板のくぼみによって形成されたウェブで補強された、硬化した鋳造装甲板で作られた長くて強力な337 mmのリンクを使用することが決定された。狭い車体のもう一つの効果は、戦闘室も非常に狭かったことである。これは、両側の複線フレーム間のギャップが非常に広がったという事実によってさらに悪化した。初期のタイプは、履帯自体が広げられただけであった。それにもかかわらず、戦車は必要に応じてさらに20人の歩兵をフル装備で収容することになっていた。絶対的には、この車両は非常に大型で、全高3.12 mのマーク VIII は、シャール 2Cに次いで史上2番目に大きい運用戦車であった。しかし、その重量はわずか38.9 tで、装甲板は前面と側面の厚さが16 mmと薄く、マーク V よりわずかに改善されたが、後の基準では非常に薄かったため、戦闘用であった。車体の屋根と底部は厚さわずか6 mmの装甲板で保護されていたため、戦車は迫撃砲弾や地雷に対して非常に脆弱であった。

## 生産
フランス政府は、フランスの超重戦車であるシャール 2Cが十分な数を生産することができなかったため、700 輌のマーク VIII を無償で受け取ることを望んでいた。しかし、人的資源と原材料の不足に苦しんでいたフランスは、「インターナショナル戦車」の生産のための施設を提供する前向きではなかった。間もなく、アメリカはパリの南200マイルにあるヌーヴィ・パイユーに新しい組立工場を建設することを決定し、イギリスの会社と契約を結んだ。4月に最初のタンクを生産するどころか、工場は6月までに完成しなかった。8月には、彼らは別の英国の会社と契約した。工場は11月に完成し、その時点ですでに戦争は終わっていた。そこには戦車は一輌も製造されなかった。
また、部品の生産にも大幅な遅れが発生した。高価な引き抜き鋼製シリンダーを備えた「リバティ航空エンジン」は、安価な鋳鉄製シリンダーで再設計された。これらの再設計されたエンジンは、10月にのみ生産された。これらの遅延にもかかわらず、フランスでの共同生産に加えて、米国でさらに1,500 輌を生産する計画があった。これは装甲と大砲の不足のために不可能であったため、追加の生産はフランスでも行われることになった。
イギリスは7月に未硬化の鋼で作られたプロトタイプの車体を完成させ、アメリカに送った。到着すると、プロトタイプを完成させる準備ができている大量生産部品がないことが判明したため、コネチカット州ブリッジポートのロコモービル自動車会社がこれらすべてを手作業で作成し、9月28日に最初の車両を完成させた。テストは10月31日に開始された。その時になってようやく武装はイギリスから出荷され、2挺の銃と10挺のオチキス機関銃が取り付けられた。
戦後、試験は終了し、アメリカで100 輌を製造することが決定された。これらは1919年と1920年にロックアイランド工廠によってそれぞれ35,000ドルで建設された。アメリカはイギリスから車体用の部品一式を100セット購入し、その全量が完成した。
そんな中、イギリス政府はイギリスで独自の生産を開始することを決定していた。ノース・ブリティッシュ・ロコモティブ・カンパニー、ウィリアム・ビアードモア・アンド・カンパニー、メトロポリタン、に、1,000 輌と400 輌と50 輌の車両が発注され、リバティの代わりに300馬力 (220 kW) のV型12気筒リカード・エンジンを使用した。最初のものだけが戦争の終わりまでに7 輌の車両を製造して何かを生産することができた。ロールス・ロイス製エンジンを搭載した軟鋼製の試作車は、休戦協定の日である11月11日に試験された。
すでに生産されたパーツからさらに24 輌が戦後に完成した。5 輌はドーセット州ボービントンの訓練センターに送られ、残りはスクラップディーラーに直行した。

## マーク VIII
1918年、当時は塹壕横断能力に関心が強まっていたため、さらに長い戦車であるマーク VIII*（「スター」と読む）の生産準備が進められた。車体は、前部が1.2 m、後部が1.8 mの、計3 m長くなることになっていた。このようにして、幅5.5 mの塹壕を横断できるはずであった。戦車が旋回できるようにするために、長さと幅の比率が非常に高いにもかかわらず、履帯の底部プロファイルはより強く湾曲し、履帯の小さな部分が地面に接触するようにした。しかし、総重量が43.2トンに達したため、接地圧は増加したであろう。もし戦車が軟弱な地面に少し沈んでいたら、旋回できたかどうかは疑問である。プロトタイプは作られなかった。

## 運用履歴
アメリカのリバティ戦車は、メリーランド州アバディーンを拠点とする第67歩兵連隊（戦車）という単一の部隊を装備していた。ユニットの奇妙な指定は、1920年以来、法律により、すべての戦車が歩兵部門の一部でなければならなかったという事実に端を発していた。上部構造の側面にある2つの機関銃の位置が取り除かれたため、乗員は10人に減らすことができた。水冷式 M1917 ブローニング機関銃が使用された。多くの改造にもかかわらず、車両は過熱と信頼性の低下に悩まされ、陸軍では重戦車の使用に対する偏見が生じた。1932年以降、それらは段階的に廃止された。1934年までにはすべてが保管されていた。1940年、カナダは訓練戦車が不足していたため、残りの戦車をスクラップ価格で提供されたが、カナダは代わりに M1917 軽戦車を購入することを選択した。

## 現存する例

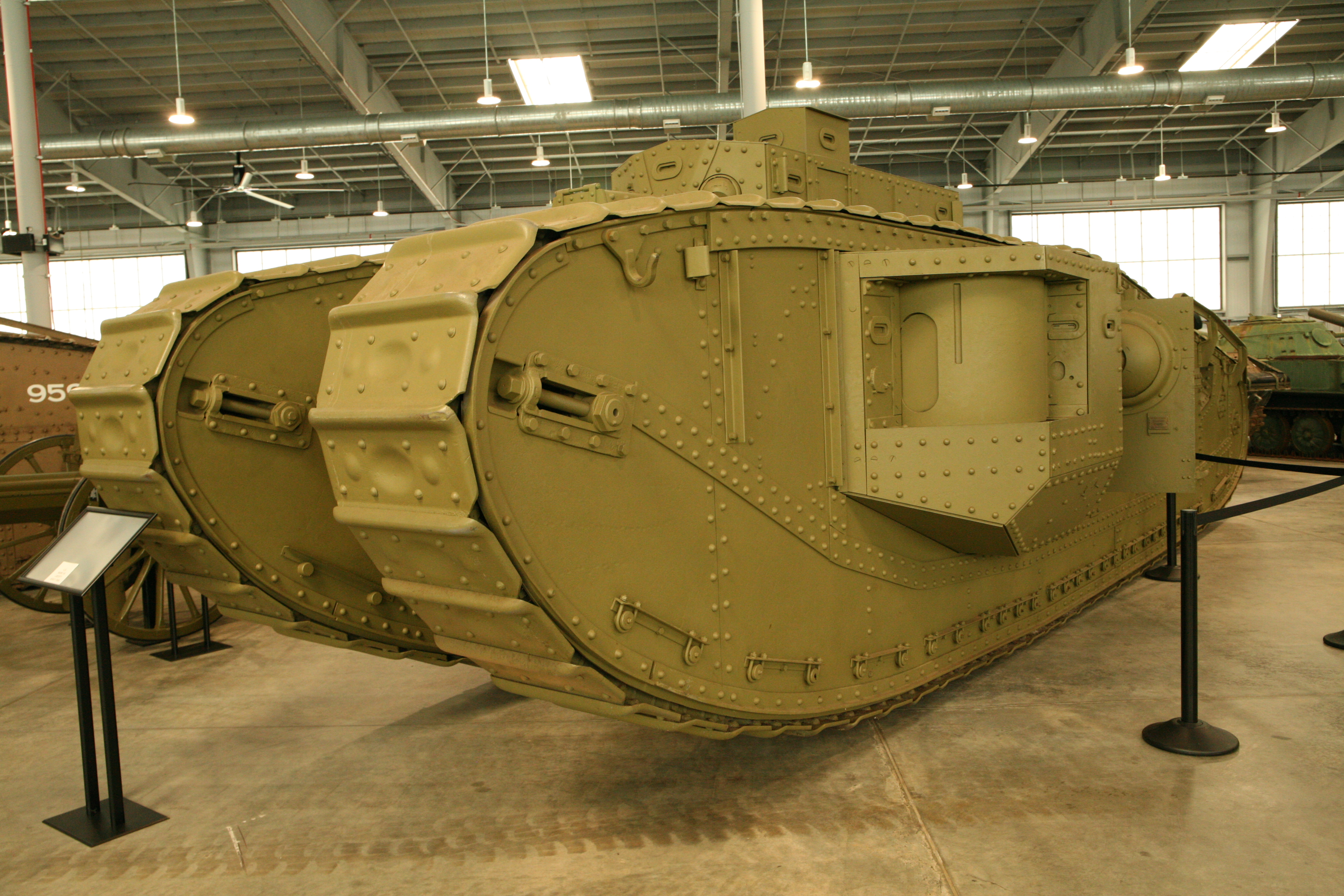
2023年にフォート・ベニング（現在のフォート・ムーア）にある米陸軍装甲騎兵コレクションのマーク VIII

- リバティー戦車は、メリーランド州のフォートミードにあるポスト博物館に展示されていた。この戦車は1920年にイリノイ州ロックアイランド工廠で製造された。第301戦車大隊（重戦車大隊）に配属され、後に第17戦車大隊（重戦車）に改称された。1921年から1922年にかけて、ドワイト・D・アイゼンハワー少佐がこの部隊を指揮した。この戦車は2022年後半にフォート・ベニング（現在のフォート・ムーア）のアメリカ陸軍装甲騎兵コレクションに移された。現在、ジョージア州フォートムーアのタンコドローム内のアーマーセンター訓練支援施設（TSF）に目立つように展示されている。
- 2輌目のアメリカのリバティー戦車は、メリーランド州アバディーンにあるアバディーン試験場にあった。2014年にジョージア州フォートベニングの米陸軍装甲騎兵コレクションに移され、2021年まで内部にあった。内部は水や錆による被害が甚大であったが、構造物の補修計画は進んでいる。その後、戦車は2021年5月に移され、イリノイ州ロックアイランドのロックアイランド工廠にある元の建設場所に戻り、2024年に展示された。
- イギリス軍はマークVIIIを戦車部隊に割り当てたことは一度もなかった。ボービントン戦車博物館に1輌が現存。